# Maria Anna av Österrike (1634–1696)
Marianne av Österrike, i Spanien kallad Mariana, född 24 december 1634 i Wiener Neustadt, död 16 maj 1696 i Ucedapalatset i Madrid, var en drottning och regent av Spanien; gift med Filip IV av Spanien. Mariana var Spaniens regent de jure under sin son Karl II:s minderårighet från 1665 till 1675, och regent de facto på grund av sin sons oförmåga från 1679 till sin död.

## Biografi
Mariana var dotter till den tysk-romerske kejsaren Ferdinand III och Maria Anna av Spanien. Under sin uppväxt beskrivs hon som gladlynt.

### Giftermål
År 1646 avled hennes mor, som var spansk prinsessa. För att bekräfta den traditionella alliansen mellan spanska och österrikiska Habsburg efter hennes mors död, kom hennes far och hennes morbror Filip IV av Spanien överens om en förlovning mellan den trettonåriga Mariana och hennes sjuttonåriga kusin, Spaniens tronföljare Baltasar Carlos. 
När Baltasar Carlos avled tre månader senare, stod hennes morbror Filip IV utan en manlig tronarvinge, och det beslöts därför att den överenskomna äktenskapsalliansen mellan Spanien och Österrike fortfarande skulle ske: nu trolovades Mariana därför istället med sin avlidne trolovades far, hennes morbror och tilltänkte svärfar kung Filip IV av Spanien. 
Mariana lämnade Wien 13 november 1648 och färdades via Trento, där hon möttes av sitt spanska följe av 160 spanska aristokrater, och de norditalienska städerna under stor pompa och ceremonier, tills hon slutligen anlände till Navalcarnero i Spanien 4 september 1649, där vigseln ägde rum innan Mariana gjorde sitt officiella intåg i Madrid 15 november.

### Drottning

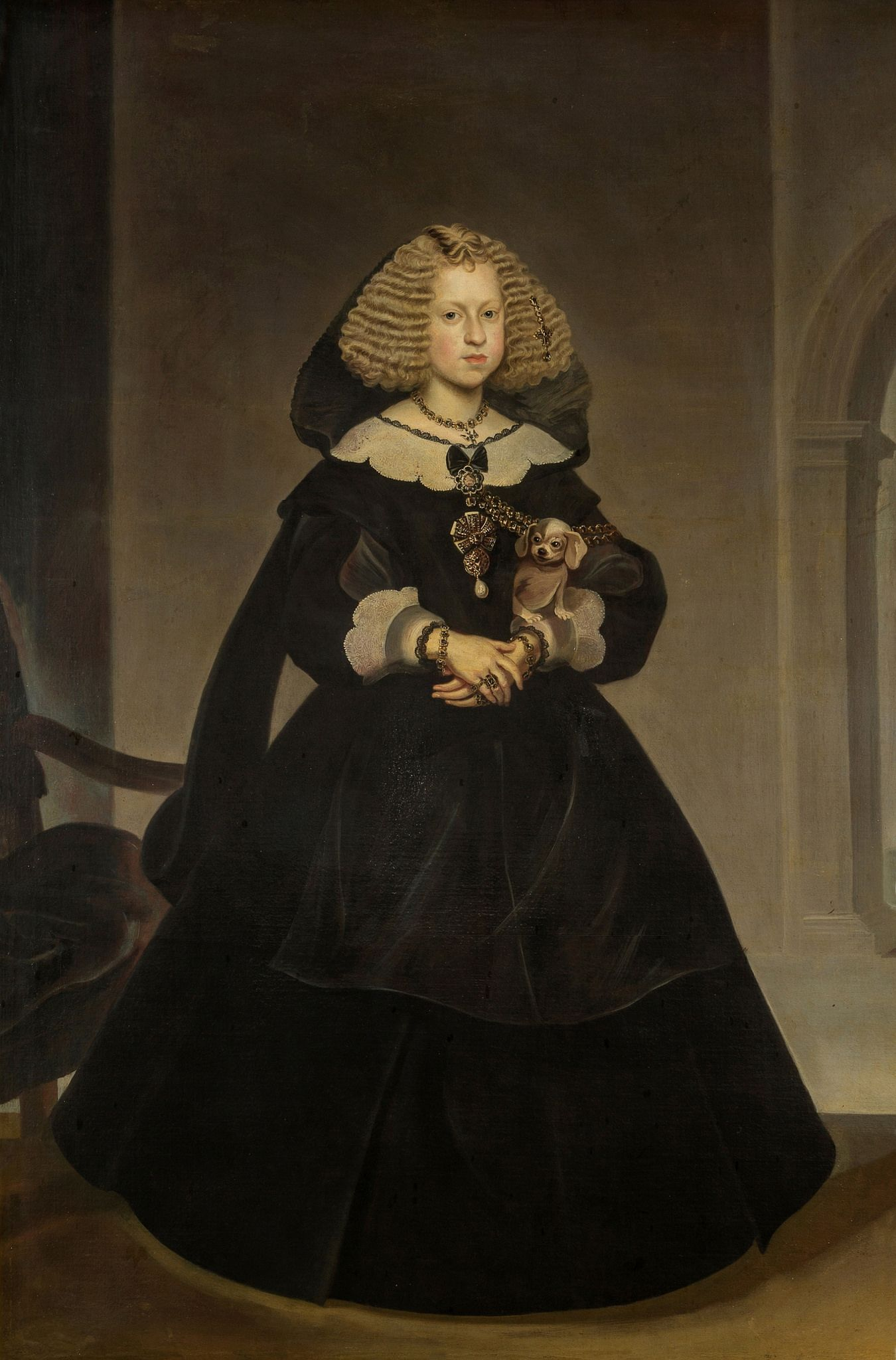
Porträtt från mitten av 1660-talet.

Filip IV beskrivs som mycket nöjd med sin systerdotter-hustru, och uttalade att hon skulle göra det lättare för honom att undvika att begå äktenskapsbrott och hjälpta honom att leva så dygdigt som han hade föresatt sig att göra alltsedan sin första hustrus död. Mariana ansågs inte vacker men beskrivs som en stark, frisk och viljestark flicka, som under sin färd till bröllopet glatt kunde trotsa sin hovdam genom att skratta högt åt narrarna, och initialt arrangerade kungen ofta små festligheter för att få henne att trivas. Mariana kom väl överens med sin elvaåriga styvdotter, som hon ofta umgicks med, och hennes morbror-make brukade tala om sin dotter och systerdotter-hustru som "flickorna". 
Det spanska hovet hade emellertid vid denna tid börjat återgå till den strikt religiösa dysterhet som hade rått före Filip IV:s tronbestigning. Under första hälften av sin regeringstid hade Filip IV varit en nöjesälskande kung, men efter sin första hustrus död 1644 hade han föresatt sig att leva strikt enligt religionens bud. Bakom fasaden förekom det fortfarande kärleksaffärer mellan aristokrater som resulterade i svartsjukemord på adelsmän på Madrids gator under nätterna, men utåt sett började det spanska hovet nu återigen präglas av den sträng religion och den strikta hovetiketten. Mariana anpassade sig snart till den stela värdighet som den spanska hovetiketten krävde, och beskrivs alltmer som melankolisk. 
Äktenskapet hade arrangerats för att ge Filip IV en chans att få en ny manlig arvinge efter sin ende sons död, trots att Spanien hade kvinnlig tronföljd och hans dotter Maria Teresia teoretiskt kunde ärva tronen. Som drottning sattes Mariana därför under hård press att föda en manlig tronarvinge. Den dotter hon födde 1651 betraktades som en allmän besvikelse. När hon 1654 åter var gravid kommenterade en hovman: "Gud give att det är så, men om det blir en flicka är det inte till någon nytta för oss. Vi vill inte ha någon av dem. De finns redan gott om kvinnor." Hon födde en flicka 1654, en 1655 och ännu en 1656, som alla avled. Pressen ökade hennes melankoli, men under hennes graviditeter gjorde kungen allt för att lätta upp hennes tillvaro, lät henne bo i Buen Retiro-palatset, arrangerade festligheter och uppfyllde hennes önskningar, och hon sades ägna sig åt sina blommor om morgonen, fester om dagen och farser på kvällen. Hon födde 1657 slutligen en manlig arvinge, Filip Prosperus. Firandet i Madrid vid det tillfället var så våldsamt att stolar och bord slogs sönder över hela staden och folk fick sina kläder avslitna.  
Mariana gjorde sina första ingrepp i politiken under den hemliga fredsförhandlingarna mellan Frankrike och Spanien 1656-59, då hon gav sitt stöd åt de agenter Österrike sände till Spanien för att förhindra fred med Frankrike, ett företag som misslyckades då Spanien slutligen slöt fred med Spanien och förlovade Maria Teresia med Ludvig XIV, ett avtal som fullföljdes 1660. Mariana var inte närvarande vid det berömda bröllopet om mötet mellan de spanska och franska hovet i Saint Jean de Lus vid gränden i juni 1660. 
Filip Prosperus avled vid fyra års ålder 1661. Hon födde senare samma år 1661 en överlevande son, Karl. Denna födelse firades med allmän lättnad, även om Karl led av svåra hälsoproblem. 
Under sina sista år vid makten led Filip IV av en allt sämre fysisk och psykisk hälsa med en depression som förvärrades av den äldste sonens död och nederlagen mot Portugal, vilket gjorde att Mariana efterhand fick en allt större maktbas vid hovet, där man förutsåg att kungen skulle avlida medan kronprinsen var ett barn. Mariana och hennes rådgivare och biktfader, den österrikiska jesuiten Juan Everardo Nithard, fick allt större inflytande över den alltmer passive kungen, och riktade hans politik från Frankrike till Österrike. 
I september 1665 insjuknade Filip IV. Rykten om att häxeri hade förorsakat både kungens sjukdom liksom den förre kronprinsens död och den nuvarande kronprinsens dåliga hälsa ledde till en undersökning av Spanska Inkvisitionen, som fann att den påse med reliker kungen alltid hade hängande om sin hals hade förhäxats, vilket ledde till att den utsattes för exorcism. Under sin sjukdom upprättade kungen ett testamente där Mariana utsågs till förmyndarregent i sin sons förmyndarregering. 

### De jure regentskap

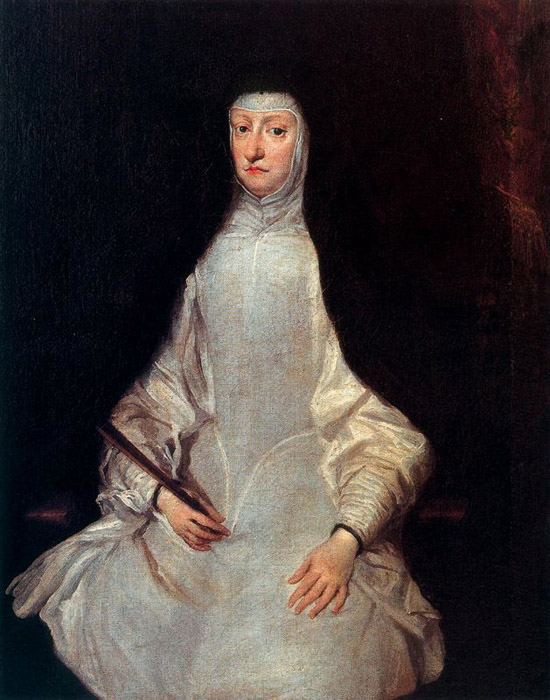
Maria Anna av Österrike.

Den 17 september 1665 avled slutligen Filip IV, och den fyraårige tronföljaren utropades till kung med namnet Karl II. Den döde kungens testamente lästes upp av det kungliga rådet, vilket resulterade i att Mariana utsågs till regent för barnkungens förmyndarregering. Filip IV:s illegitima son Juan José de Austria, som hade anlänt till hovet under sin fars sjukdom, lämnade omedelbart hovet så snart hans styvmor hade utropats till regent. 
Mariana utsåg sin rådgivare och biktfader, den österrikiska jesuiten Juan Everardo Nithard, till premiärminister. Valet var impopulärt eftersom och sågs som ett tecken på den pro-österrikiska och anti-franska linje hon drev. 
År 1667 fullföljde Ludvig XIV sin gamla föresats att förklara att hans hustrus uppgivande av sin spanska arvsrätt var ogiltig eftersom hennes hemgift inte hade betalats ut. Han förklarade därefter krig mot Spanien och attackerade Spanska Nederländerna, som han betraktade som sin hustrurs egendom. Mariana och Nithards anti-franska policy gavs skulden för kriget, och oppositionen samlades runt Juan José de Austria. Samtidigt gick det krig som fortfarande pågick med Portugal alltsedan dess frigörelse allt sämre. 
Mariana gjorde sig kvitt Juan José de Austria genom att utnämna honom till befälhavare och försvarare av Spanska Nederländerna mot fransmännen, och medan han var borta arresterade hon hans anhängare i Madrid. Därefter slöt hon i februari 1668 fred mellan Spanien och Portugal. Den följdes av fred med fransmännen i maj. 
Sommaren 1668 informerades Mariana om att Juan José de Austria förberedde en kupp. Hon reagerade med att genast låta arrestera hans hushåll i Madrid. Juan José de Austria etablerade sig i Barcelona i kretsen av sina anhängare och krävde avskedandet av Nithard. Allmänheten ställde sig på Austrias sida och stödde hans krav, och upplopp utbröt i Madrid till stöd för Austria, som uppfattades vara utsatt för förföljelse av utlänningen Nithard. Mariana och hennes regeringen röstade igenom ett beslut att låta åtala Juan José de Austria för förräderi, men avråddes att verkställa beslutet med hänsyn till den allmänna ordningen, Austrias popularitet och Nithards impopularitet. I februari 1669 tågade  Juan José de Austria mot Madrid, och välkomnades utanför staden av jublande folkmassor. I Madrid övertalades Mariana att mot sin vilja underteckna Nithards avsked och utnämna Austria till vicekung i Aragonien, medan hennes anhängare till Madridbornas avsky bildade Chambergo-regementet för hennes personliga beskydd. 
Hon ersatte Nithard med sin gunstling, hovmannen Fernando de Valenzuela, som var gift med hennes tyska hovdam och hade agerat budbärare mellan henne och Nithard. Valenzuela ryktades allmänt vara drottningens spion och älskare. Hon drev fortsatt en anti-fransk och pro-österrikisk politik. Äktenskapet mellan hennes dotter och kejsaren ägde rum 1673. Hon slöt förbund med Nederländerna och Österrike mot Frankrike, och lät sända Österrike förstärkningar mot Frankrike. 
År 1674 tvingades hon hantera Siciliens uppror. Mandatet för hennes regentskap löpte enligt instruktionerna i hennes makes testamente ut när Karl II fyllde femton i november 1675. Hennes son var av hälsomässiga orsaker oförmögen att överta regeringen: han var mycket svag och hade svårt att gå, led av talsvårigheter och kunde knappt läsa, eftersom han hade ansetts vara för svag för ansträngningen att studera. Vid femton års ålder beskrevs han som fortfarande ett barn. När kungens födelsedag närmade sig, gav Mariana Juan José de Austria order att ge sig av till Sicilien och slå ned upproret där. Istället lyckades kungens biktfader Montenegro och lärare Ramos del Manzano få honom att underteckna en order till Juan José de Austria att istället infinna sig hos honom, vilket han gjorde på kungens födelsedag. Mariana lyckades avbryta Austria just som han försökte få kungen att skriva på en utnämning av honom till premiärminister, och fick honom istället att skriva på en order som bannlyste Austria från hovet. 
Förmyndarregeringen upphörde automatiskt på kungens födelsedag i november 1675. På grund av kungens oförmåga att regera, fortsatte dock Mariana och Valenzuela i praktiken att sköta regeringsaffärerna. I februari 1676 slöts ett avtal mellan Austria och Spaniens högsta adelsmän att förflytta Mariana och Valenzuela från makten och ersätta dem med Austria; den 27 december samma år lyckades de få kungen att underteckna en order till Austria att återkomma till hovet, vilket fick Valenzuela att fly från palatset och gömma sig i ett kloster, varnad av kungen. 
Den 14 januari 1677 iscensattes en kupp som störtade Mariana från makten. Under natten smugglades kungen ut från kungliga palatset i Madrid till Buen Retire-palatset, och dagen därpå vaknade Mariana i Madrid till beskedet att hon inte fick tillstånd att återvända till hovet (kungen) utan tillstånd. Därefter förvisades hon till Toledo, Valenzuela greps och Juan José de Austria återvände till hovet och tog makten. Juan José arrangerade hennes son kungens äktenskap med Marie Louise av Orleans.

### De facto regentskap
När Juan José de Austria avled 1679, kunde Mariana återvända till makten. Mariana hade återvänt från sin Toledo och välkomnats av allmänheten då hon gjorde sitt intåg i Madrid inför sin officiella återförening med sin son, och visade offentligt sitt stöd för det kommande franska giftermålet.  Efter kungabröllopet den 19 november 1679 i Quintanapalla utanför Burgos mötte de upp med Mariana utanför Madrid. 
Hovet blev genast spelgrund för en kamp mellan den avlidne Austrias pro-franska parti och Marianas Habsburgska parti, som försökte skapa konflikt och avstånd mellan Marie Louise och Mariana.  Marianas policy var att visa sig tolerant mot sin svärdotter, och tillsammans övertalade de kungen att utse den passive hertigen av Medina Celi till premiärminister.  Mariana återtog gradvis sin maktställning. I juni 1680 närvarade kungafamiljen vid en autodafé över 120 kättare vid Plaza Mayor i Madrid: det var den största som hållits på decennier, och sågs som en illustration av Marianas habsburgska fraktions seger vid hovet. 
Med Österrikes ambassadör Mansfeldt som rådgivare återtog Mariana alltmer makten från Medina Celi, och förhindrade Marie Louise från att få en maktställning genom att uppmuntra henne att bryta mot etiketten, vilket gjorde Marie Louise impopulär. Konflikten mellan Mariana och premiärminister Medina Celi avslutades 1685, då Marie Louise övertalade kungen att avskeda Medina Celi, vilket resulterade i att Mariana slutligen helt återtog makten och övertog regeringen från sin son, med den nya premiärministern Oropesa från hennes parti.
När det 1685 blev uppenbart att kungaparet aldrig skulle få barn, uppstod intriger kring vem som skulle utses till tronarvinge, där Marianas österrikiska fraktion stödde den österrikiska grenens anspråk, medan Ludvig XIV samma år sände sin ambassadör Feuquiere till Marie Louise för att instruera henne att stödja den franska kronprinsens anspråk.
Marie Louise avled 1689, och förhandlingar om ett nytt äktenskap för den barnlösa monarken inleddes omedelbart. 
Hon hade en dålig relation till sin andra svärdotter, Maria Anna av Neuburg. Hennes sons hälsotillstånd gjorde det osannolikt att han någonsin skulle kunna få en biologisk arvinge. Mariana förespråkade att Josef Ferdinand av Bayern skulle utses till tronarvinge, medan hennes svärdotter Maria Anna istället stödde Karl av Österrike. 
Konflikterna mellan henne och hennes andra svärdotter är omtalade. En gång ska Mariana ha sagt: "Två solar kan inte leva under samma himmel." En annan gång: "Lär er att leva, damen, med vetskapen att personer som står högre än ni har bugat inför mig, personer vilka ni övertrumfar endast genom att vara min sons hustru, en ära ni har mig att tacka för", på vilket svärdotter ska ha svarat: "Det är därför jag hatar er så mycket!" 
Mariana avled i bröstcancer. Efter hennes död rapporterades mirakel ha uppstått, vilket gjorde att det spekulerades om en helgonförklaring.

## Galleri

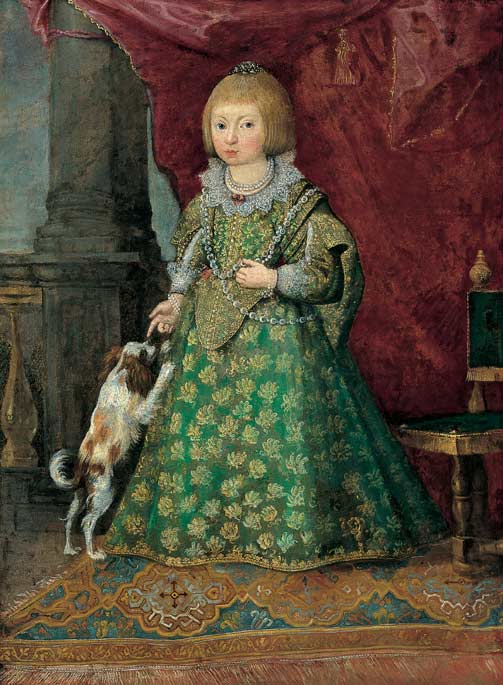
Maria Anna av Österrike.
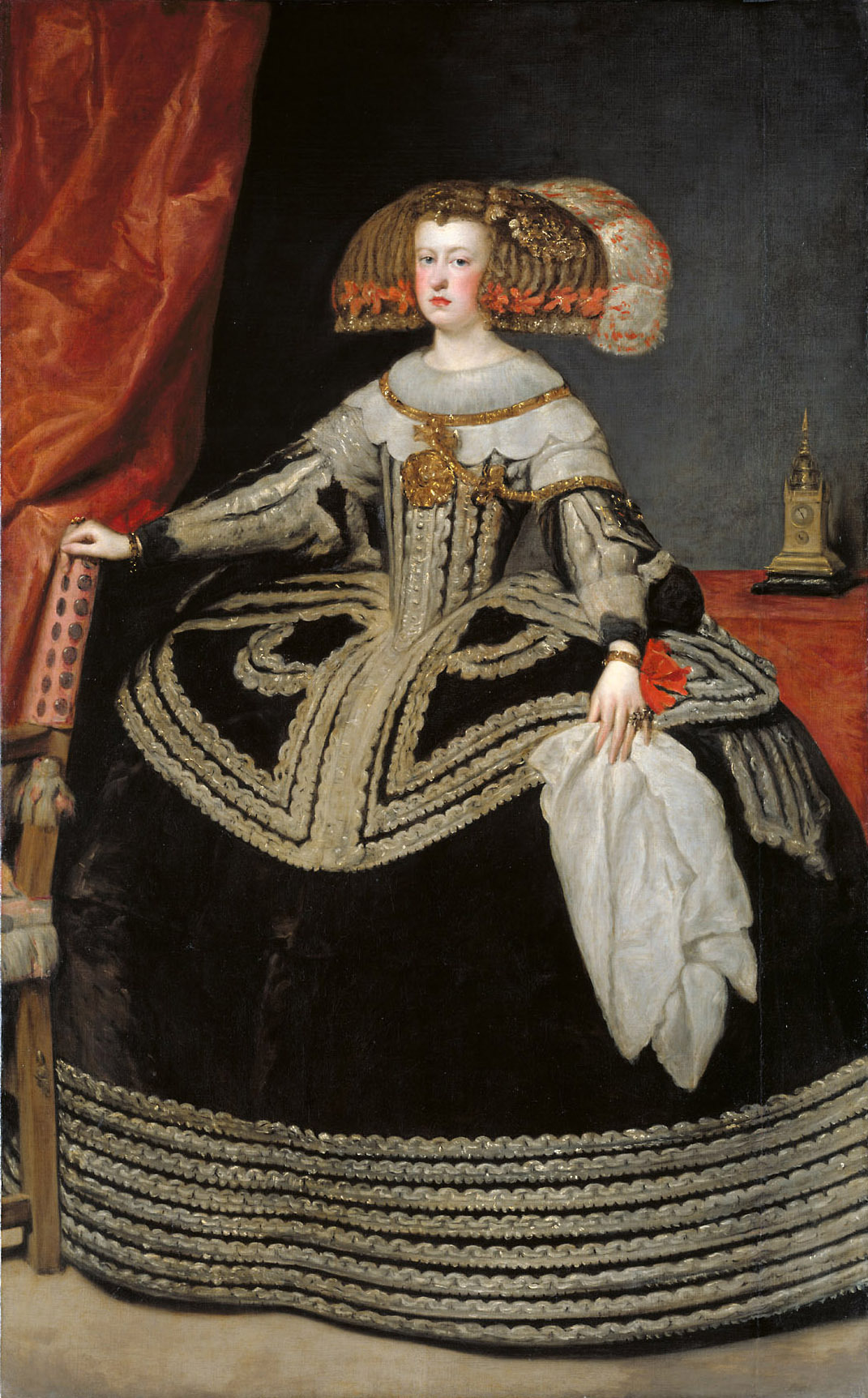
Maria Anna av Österrike.
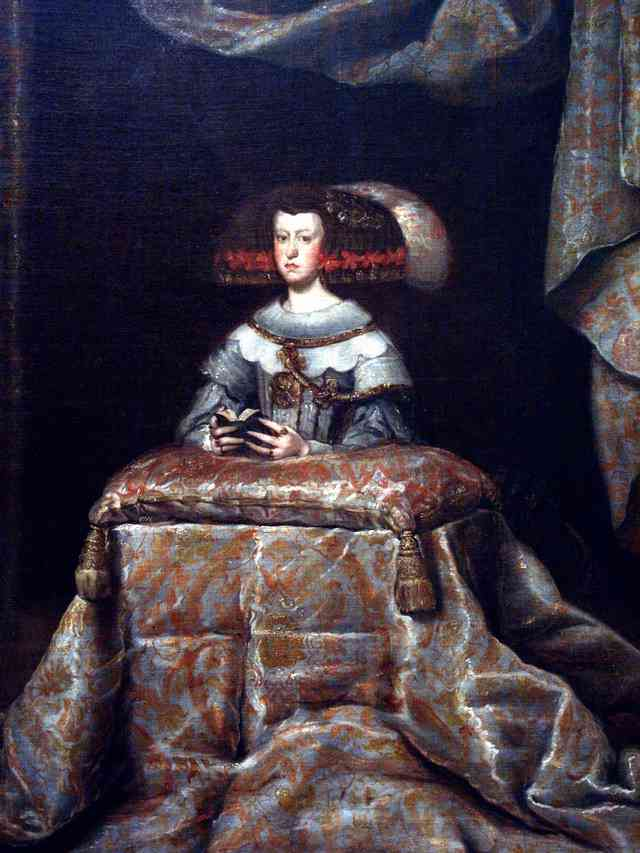
Maria Anna av Österrike.

## Eftermäle
Ögruppen Marianerna fick sitt namn efter henne.      

## Barn
1. Margarita Teresa (1651–1683) (gift med sin morbror, kejsar Leopold I)
2. Filip Prosperus (1657–1661)
3. Karl II av Spanien (1661–1700)